# LMBT-jogok Spanyolországban
A Leszbikus, meleg, biszexuális és transznemű (LMBT) emberek jogai Spanyolországban jelentősen bővültek 1979 óta, mióta legalizálták a homoszexualitást. Ma már a világ egy leghaladóbb LMBT jogi státuszával rendelkezik.

## Történelem
Az ókori római korban a férfiak közti homoszexualitás és házasélet elfogadott volt. Azonban II. Constantinus császár uralmától, amikor a kereszténység egyre jobban elterjedt, már üldözték és később a 4. századtól már a szodómia néven bűncselekménnyé vált. Ezt követően csak 1822-ben dekriminalizálták először és törölték el a Spanyol Büntetőtörvénykönyből. Ám a társadalmi változások miatt, főleg a spanyol polgárháború és a Franco-korszak alatt ismét bűntetendő lett.

### Vizigót Királyság (418-718)
A germánok kevésbé tolerálták a passzív homoszexuális férfiakat és nőket, akiket ők az "imbecilisekhez",. rabszolgákhoz hasonló módon kezelték. A kora középkori időkben a homoszexualitás még elfogadott volt. Voltak esetek mikor a homoszexuális viselkedés nem járt büntetéssel. I.Klodvig keresztelőjének napján bevallotta, hogy más férfiakkal volt viszonya. Alcuin angol költőnek, teológusnak versei és levelei homoerotikát tartalmazott. A 654-ben létrehozott Vízigót törvény volt az első törvénykönyv amely bűntette a homoszexualitást. A szodómiát száműzetéssel és kasztrálással büntették.

### Iszlám Spanyolország (718-1492)
A mór megszállás alá tartozó területen jóval toleránsabbak a homoszexuálisokkal, mint a vizígót elődök. Hivatalosan sosem tolerálták a mórok, ám a valóságban Al-Andalusban a homoszexualitást olyan szinten elfogadták, hogy a korabeli értelmiségi és politikai elit külön férfi szeretőket tartott. Olyan uralkodók, mint III. Abd al-Rahman emír, II.Al-Hakam, II.Hisham kalifák valamint III. Abbad Sevilla taifájának uralkodója is férfi háremet tartott. A férfi prostituálták jóval nagyobb javadalmazásban részesültek, mint a női prostituáltak. Az irodalomban is jellemzőek voltak a homoszexuálisok közti szerelmes versek.

### Spanyol Királyság (1492-1812)
1492-re a Granadai Emírséget is megszállták az aragóniaiak és a kasztíliaiak. Ezzel az Ibériai-félsziget egységessé vált és az iszlám helyett a keresztény uralom jelent meg ismét. A 16. századra a királyi rendeletek már mind máglyahalálra ítélték azt, aki bűnös volt szodómiában. Ezáltal sokkal nehezebbé vált a homoszexuálisok helyzete. Az inkvizíció hatásköre eleinte csak az egykori Aragon Korona területére terjedt ki. 1524-ben VII. Kelemen pápa, pápai levelében újabb jogköröket adott az inkvizíciónak: már eretnekség sem kellett ahhoz, hogy szodómiával vádolhassanak meg valakit. Kasztília területén csak akkor ítéltek el valakit szodómia miatt, ha az eretnek volt. Zaragozában viszont nagyon szigorúan vették a büntetést: 1571 és 1579 között 100 férfit vádoltak meg szodómiával, ebből 36-ot halálra ítéltek, 1570 és 1630 között 534 szodómia eljárás volt és 102 halálítélet.

### Első Francia Császárság
1812-ben Napoleónék elfoglalták Barcelonát, ami a Montserrati megye része lett a császárság alatt. Erre az időre Barcelona területén legálissá vált az azonos neműek közti szexuális érintkezés.

### Spanyol Királyság (1814 – 1931)
1822-ben a spanyol büntetőtörvénykönyv legalizálta a homoszexualitást. Ám 1928-ban Miguel Primo de Rivera diktatúrája alatt ismét büntetendővé tették.

### Második Köztársaság
1932-ben a Második Köztársaság alatt ismét legalizálták.

### Francoista Spanyolország
1936-ban a spanyol polgárháború hajnalán nacionalista erők kivégezték, Federico García Lorca nyíltan meleg költőt. 1939-re a polgárháborút a Francisco Franco vezette nacionalista erők nyerték meg, amivel 1975-ig uralta Spanyolországot. A francoizmus alatt ismét nehéz helyzetbe kerültek az LMBT emberek, ami elsősorban a homoszexuálisokra vonatkozott: 1944-ben és 1963-ban törvénymódosítást hajtottak végre, amivel "botrányos közviselkedés" jogcím alatt büntették a homoszexualitást. 1954-ben a csavargókról szóló törvényben kiemelték hogy a homoszexualitás az "veszély" és "erkölcstelen" , amit egy szinten kezeltek a férfi prostitúcióval és kerítéssel is. A törvény célja nem a büntetés, hanem a "gyógyítás" volt. A gyakorlatban azonban, ez a törvény egyértelműen büntetési célból és önkényesen értelmezve lett alkalmazva: a rendőrség gyakran ennek a törvénynek a nevében tartott razziát ellenzéki vagy rendszerellenes embereknél, illetve a homoszexualitás "vádjával" a legalapvetőbb jogait is sem vették figyelembe.
Gyakori volt az LMBT emberek zaklatása, a nemi erkölcsre hivatkozva, több ezer meleg férfit és leszbikus nőt vittek a számukra készített börtönbe, ami galerías de invertidos ("ferdehajlamúak fogdája") néven létezett országszerte. Ezenfelül több ezer nőt és férfit vittek internáló táborba, zártak elmegyógyintézetbe a Franco-korszak alatt. Fuertenventurán, Teifán volt az egyik legnagyobb munkatábor, ahol mintegy 5 ezer meleg férfit dolgoztattak a végkimerülésig, embertelen körülmények között. Az egyház és orvosok működtek ebben közre. Franco halála után elindultak a demokratizálódási folyamatok az országban, de az 1970-es évek közepén, az LMBT foglyokkal a politikai aktivisták még nem foglalkoztak, hiszen a "hagyományosabb" szavazókat akarták megszólítani. Ekkoriban még 3 év börtönbüntetés járt azért, ha homoszexuális nemi érintkezésen értek tetten valakit.
Mindezek ellenére már földalatti, illegális mozgalmakként az 1960-as években megjelentek az LMBT mozgalmak csírái: a melegmozgalom fellegvára ekkoriban Barcelona volt, valamint olyan ellenkulturális központok mint Torremolinos, Sitges és Ibiza. 1960-as és 1970-es években katalánul számos LMBT irodalmi mű jelent meg.

### Spanyol Királyság (1975-)
A homoszexualitást 1979-ben legalizálták, azóta jelentősen javult az LMBT emberek helyzete az országban. Az 1980-as évek elején LMBT sokat javított a La Movida Madrileña ellenkulturális mozgalom a helyzeten. 2001. decemberében a spanyol parlament ígéretet tett arra, hogy törlik a bűnügyi nyilvántartását, akiket a Franco-korszak alatt homoszexualitás és biszexualitás vádjával börtönre ítéltek.

## Azonos nemű párkapcsolatok elismerése
Már 1994-ben olyan bérlakásokkal kapcsolatos törvényt szavaztak meg, ami jogokat biztosított azonos nemű pároknak. Hamarosan több autonóm közösség is elismerte a bejegyzett élettársi kapcsolatot azonos nemű pároknál: Katalónia (1998), Aragónia (1999), Navarre (2000), Kasztília -La Mancha (2000), Valencia (2001), Baleári-szigetek (2001), Madrid (2001), Asztúria (2002), Andalúzia (2002), Kasztília és León (2002), Extremadura (2003), Baszkföld (2003), Kanári-szigetek (2003), Kantábria (2005), Galícia (2008), La Rioja (2010) és Murcia (2018) illetve a két enklávé Ceuta (1998) és Melilla (2008) is elindította ezt. Ez a valóságban adott némi jogot, de csak szimbolikus jelentőséggel bírt.
2005-ben José Luis Rodriguez Zapatero miniszterelnöksége idején szavazta meg a spanyol parlament az azonos neműek házasságát, amivel a világon a harmadik országként lépte meg Spanyolország.

## Örökbefogadás és szülőség
2005 júliusa óta engedélyezett azonos nemű pároknak a gyermek örökbefogadása. Egyes autonóm közösségek, már korábban lehetővé tették: Navarra 2000-ben, Baszkföld 2003-ban, Aragónia 2004-ben, Katalónia és Kantábria 2005-ben.
Engedélyezett leszbikus pároknak és egyedülálló nőknek hogy mesterséges megtermékenyítést vegyenek ígénybe.2015 óta pedig a leszbikus pár gyermekének, mindkét szülőjének nevét lehet neki anyakönyvezetni. A béranyaság tiltott Spanyolországban szexuális irányultságtól függetlenül.

## LMBT jogi mozgalmak
Az első LMBT jogi mozgalmat Spanyolországban, 1970-ben alapították Barcelonában, ami MELH (Spanyol Homoszexuális Felszabadítási Mozgalom) néven volt. A csoport Madridban és Bilbaóban is alakított ki képviseleteket. A mozgalom tagjai közül számos embert börtönre ítéltek és 1973-ra meg is szüntek. De Franco halála után sok változás következett. 1975-ben Katalóniában, majd Baszkföldön és 1977-ben Madridban alakult meg LMBT jogi mozgalom. 1977-ben tartottak először melegfelvonulást Spanyolországban, ami Barcelonában volt 4-5 ezer résztvevővel. A rendőrség leverte a tüntetést, erőszakosan és ismét letartóztatások voltak. 1978-ben a Kasztíliai Homoszexuálisok Felszabadítási Frontja, a FAGC Madridban tartott felvonulást, 10 ezer résztvevővel. Az LMBT mozgalmak komoly mérföldkőnek tartották, hogy 1979-ben legálissá vált a homoszexualitás az országban.
1980-as években számos városban alakultak meg LMBT jogi mozgalmak és heti magazinok. A mozgalmak a társadalmi elfogadottság növelésén, előbújásról, szexről, párkapcsolatról adtak tanácsot, egészségügyi kérdésekről és AIDS-ről készítettek felvilágosító kampányt. Rövidesen olyan helyeken lettek melegnegyedek, mint "Gaixample" Barcelonában, Sitges, Ibiza valamint Maspalomas Gran Canaria szigeten, Madridban Chueca lett a melegnegyed.
Rengeteg spanyol város tart Prideot, ebből a madridi és a barcelonai a legnagyobbak. Emellett Sevilla, Bilbao, A Coruña, Valencia, Zaragoza, Murcia, Palma de Mallorca, Cartagena, Valladolid, Benidorm, Ibiza, Sitges, Maspalomas, és Torremolinos ismert a melegfelvonulásairól.

## LMBT Kultúra

### Zene
A Franco-korszak alatt alig volt olyan művész, aki mert a témával foglalkozni. Akadtak azért kivételek: Miguel de Molina copla énekes, aki nyíltan vállalta homoszexualitását és kritizálta gyakran Francót. De Molina aztán Argentínába költözött, miután brutálisan megverték és fellépéseit betiltották sorra. Bambino énekes is kivétel, akiről flamenco körökben nyílt titok volt homoszexualitása. Az 1960-as években Raphael egyes dalai, mint a "Qué sabe nadie" ("Mit is tudhat bárki?") és a "Digan lo que digan" ("Mondjanak amit akarnak") melegekről szóló utalást tartalmazott.
1974-ben a Cánovas, Rodrigo, Adolfo y Guzmán nevű folk rock együttesnek megjelent María y Amaranta című dala, amiben egy leszbikus párkapcsolatról énekelnek, amit nem cenzúrázott a rendszer. A demokratikus átmenet éveiben Vainica Doble duó a "El rey de la casa" (A ház királya) című dala jelent meg, amiben egy meleg férfiról énekelnek, aki harcol családjának előítéleteivel.
Víctor Manuel énekes-dalszerzőnek az 1980-as évek elején jelentek meg dalai, amiben az LMBT emberek voltak a főszereplők. "Quién puso más" című 1980-as dalában, egy meleg párról énekel, akik 30 év után szakítottak. A "Como los monos de Gibraltar" (Mint a gibraltári majmok) dalában a transzszexualitásról, "Laura ya no vive aquí" (Laura már nem itt él) dalában a leszbikusságról és a "No me llames loca" (Ne nevezz őrültnek!) dalban a biszexualitásról énekelt.
Az 1980-as évek legnagyobb ellenkulturális mozgalma a La Movida Madrileña sokat tett azért, hogy a homoszexualitás látható legyen a spanyol zenei életben. Pedro Almodóvar és Fabio McNamara duója gyakran női ruhába öltözve lépett fel és provokatív szövegű dalokat énekelt. Tino Casal énekes már vállaltan meleg volt és a kor meleg ikonja volt az országban. Ám az Alaska, Nacho Canut és Carlos Berlanga alkotta trió volt az első, akik az elejétől fogva elkötelezettek voltak az LMBT jogokért, hiszen dalaikban egyértelmű volt az irántuk való kiállásuk. Amikor "Alaska y Dinamara" néven létezett a formáció, akkor készült el az egyik legnagyobb spanyol nyelvű meleghimnusz ¿A quién le importa? ("Kit érdekel?") címen, amit később Thalía mexikói énekes-színésznő is feldolgozott.
Az 1980-as évek végén a Mecano együttesnek a Mujer contra mujer (Nő a nő ellen) című dalában két nő egymás iránti szerelmét védik meg. A dalból francia és olasz nyelvű változat is készült, valamint a Latin-Amerikai országokban is népszerűvé vált a dal. Az 1998-as Stereosexual című dalukban egy biszexuális férfi vívódásáról énekelnek.
Az 1990-es években olyan LMBT témájú dalok voltak, mint Pedro Guerra "Otra forma de sentir" (Másfajta érzés), Tontxu "¿Entiendes?" (Érted-e?) című dala, illetve Mónica Naranjo "Entendel el amor" (Megérteni a szerelmet) dalai is népszerűek voltak.

### Film és televízió
A Franco-rendszerben erős cenzúra jellemezte a filmkészítést is, így ritkán jelent meg a homoszexualitás a filmekben. Az 1961-es Luis María Delgado rendezésében készült Diferente című musical volt az első spanyol film, amiben homoszexuális karakter ábrázoltak. A demokratikus átmenetig a homoszexuális férfiakat jellemzően nőies karakterként ábrázolták.
A demokratikus átmenet évei alatt a homoszexualitást már nem negatív kontextusban mutatták be. Ilyenek film volt az Imanol Uribe rendezte La Muerte de Mikel (Mikel halála) és a Ventura Pons által rendezett Ocaña, retrat intermitent (Ocaña, egy hiányos képmás) című filmek. Az 1977-es Los placeres ocultos (Titkos gyönyörök), már vonzó, férfias melegeket mutatott be, rendezője Eloy de la Iglesia volt. Az 1978-as  Un hombre llamado Flor de Otoño (Egy férfi akit Flor de Otoñonak hívnak) című filmben egy transzvesztita volt a főszereplő.
Pedro Almodóvar 1982-es Szenvedélyek labirintusa és az 1987-es A vágy törvénye című film volt kiemelkedő az LMBT témájú filmjei közül.